# Fulakora agostii
Fulakora agostii (лат.) — вид примитивных муравьёв рода Fulakora из подсемейства Amblyoponinae (Formicidae), ранее включавшийся в состав рода Stigmatomma. Назван в честь крупного американского мирмеколога Доната Агости (Dr. Donat Agosti, AMNH, Нью-Йорк, США).

## Распространение
Неотропика (Бразилия).

## Описание
Мелкие земляные муравьи (длина около 4 мм) с длинными узкими мандибулами и хорошо развитым жалом. От близких видов отличаются следующими признаками: щёчный зубец вдвое длиннее клипеального бугорка плюс его хета;  Боковые края головы слабо сужены кзади; мезо-метаплевральный шов отсутствует; дорсум головы гладкий у верхнего края; медиальные клипеальные бугорки слиты. Заднебоковые углы проподеума без бледного пятна. Метанотальный шов отсутствует. Мезосома уже головы. Ноги короткие. Передний край клипеуса зубцевидный; петиоль очень широко прикреплён к 3-му абдоминальному сегменту и без отчётливой задней поверхности; постпетиоль отсутствует.

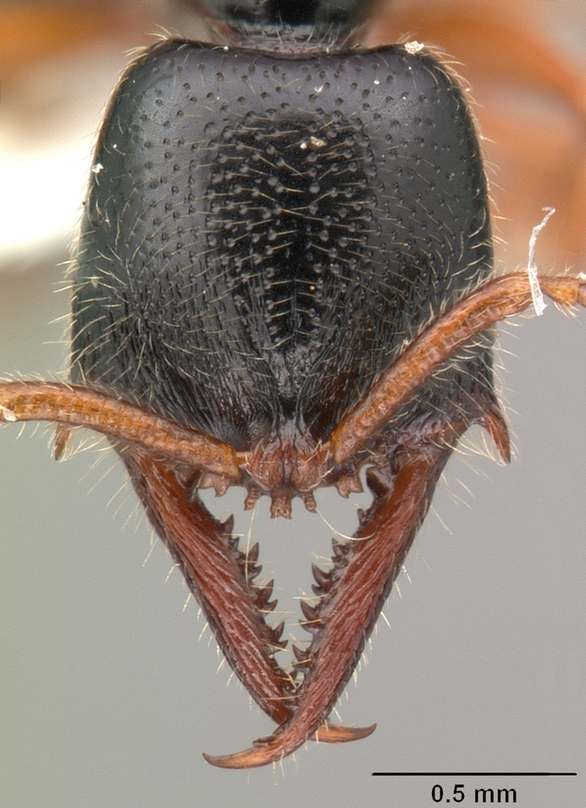
Голова спереди
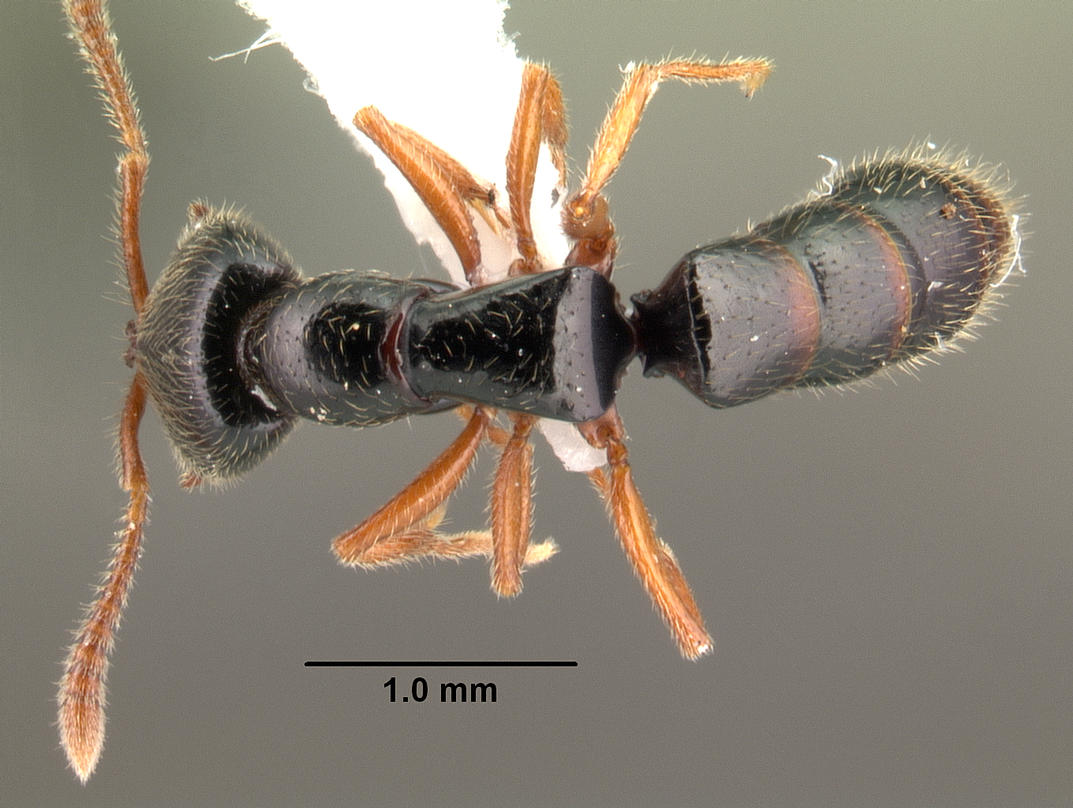
Вид сверху
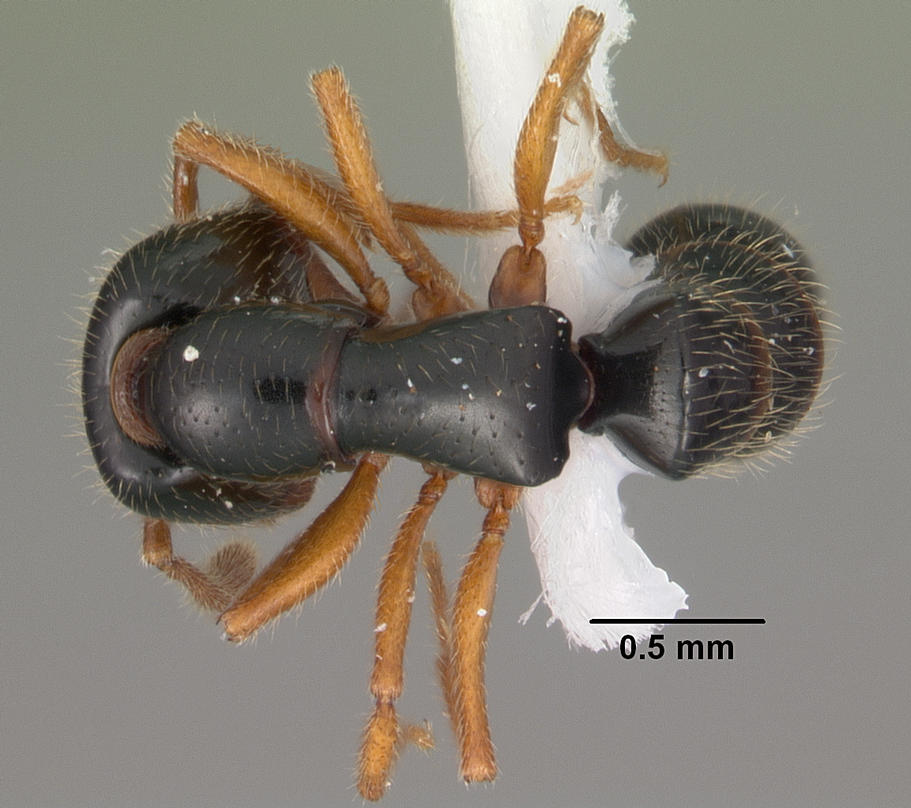

## Систематика
Вид был впервые описан в 2002 году под названием Amblyopone agostii Lacau & Delabie, 2002. Затем вид включали в состав рода Stigmatomma (подсемейство Понерины). В 2016 году Fulakora был восстановлен из синонимии с Stigmatomma и вид получил современное название.